# Archiconiopteryx liasina
Archiconiopteryx liasina là một loài côn trùng trong họ Archiconiopterygidae thuộc bộ Homoptera. Loài này được Handlirsch miêu tả năm 1906.